# Krasnosiele
Krasnosiele – dawna kolonia. Tereny, na których leżała, znajdują się obecnie na Białorusi, w obwodzie witebskim, w rejonie miorskim, w sielsowiecie Turkowo.

## Historia
W czasach zaborów w powiecie dzisieńskim, w guberni wileńskiej Imperium Rosyjskiego.
W latach 1921–1945 wieś a następnie kolonia leżała w Polsce, w województwie wileńskim, w powiecie dziśnieńskim, w gminie Mikołajów.
Według Powszechnego Spisu Ludności z 1921 roku zamieszkiwało tu 77 osób, 5 było wyznania rzymskokatolickiego a 72 prawosławnego. Jednocześnie 5 mieszkańców zadeklarowało polską a 72 białoruską przynależność narodową. Było tu 17 budynków mieszkalnych. W 1931 w 14 domach zamieszkiwało 64 osoby.
Wierni należeli do parafii prawosławnej w Hryhorowiczach i rzymskokatolickiej w Dziśnie. Miejscowość podlegała pod Sąd Grodzki w Dziśnie i Okręgowy w Wilnie; właściwy urząd pocztowy mieścił się w Mikołajowie Dziśnieńskim.